# Alberto Capellán Zuazo
Alberto Capellán Zuazo (Santo Domingo de la Calzada, 7 de agosto de1888 - Santo Domingo de la Calzada, 24 de fevereiro de 1965) foi um agricultor, pai de família e adorador noturno, fundador do lar de acolhida para pessoas carentes "El Recogimiento". "A Lembrança" em português.

## Vida
Alberto Capellán Zuazo nasceu em Santo Domingo de la Calzada. Casou-se com Isabel Arenas Mahave em 30 de junho de 1909. trabalhava na agricultura e era pai de oito filhos.
Ele viveu uma vida cristã comum até ser totalmente convertido a Deus em janeiro de 1919.
Poucos meses depois, ele entrou na Adoração Noturna. Seu valor como um Adorador é endossado por seus 15 anos como Presidente, 660 noites diante do Santíssimo Sacramento, e sua promoção a Veterano e Veterano Constante.

Ao seu amor extraordinário pela Eucaristia e pela Virgem, ele une inseparavelmente a sua predileção pelos pobres. Em 1928, ele construiu um refúgio para eles, que chamou de "El Recogimiento", onde cuidou pessoalmente deles até a morte:
"Quantas vezes tive a grande alegria de carregar Cristo nas costas na pessoa dos pobres". (Alberto Capellán Zuazo).
Ele valorizou tudo em sua vida à luz da fé: seu profundo amor pela esposa, a educação cristã que deu aos filhos, o trabalho árduo no campo. A sua fé o faz encontrar tempo para um apostolado mais ativo e para a sua entrega generosa aos mais necessitados.
Um leigo do nosso tempo, no qual se aprecia a obra de Deus: os dons da oração que gozava sozinho e uma vida cristã dedicada ao bem dos seus irmãos pobres.

### Esposo apaixonado e pai de família
Em 1909 ele casou com Isabel, sua primeira e única namorada e mesmo após anos ele nunca poupou elogios à esposa, chegando a dizer com o ardor dos jovens namorados:
"Minha esposa é muito boa, uma boa mãe para meus filhos, de comunhão diária. Ela nunca pensou em machucar ninguém e está sempre disposta a fazer um favor a quem pede". (Alberto Capellán Zuazo).
Um dos seus filhos disse como o venerável era com a sua esposa:
"Ele era atencioso e gentil com ela, esbanjando e enchendo-a de pequenos presentes, ele aguardava suas demonstrações de afeto e sempre estava disposto a agradá-la em tudo"..
Alberto celebrou o seu Jubileu de Ouro, o aniversário de 50 anos de idade, ao mesmo tempo que três dos seus netos receberam a primeira comunhão em 29 de junho de 1959 e para comemorar fez uma peregrinação para Lourdes com muitos dos seus filhos. Em Lourdes ele encontrou os seus três amores juntos, o amor pela Eucaristia, pelos pobres e enfermos e devoção à Virgem Maria.
Como pai de oito filhos ele soube educar na verdade. não tolerava a mentira, mesmo que dizer a verdade fosse prejudicá-lo em algum momento. mas sempre educou com amor. curiosamente ele não educava com palavras, mas com ações. Os seus filhos viram como ele soube se sacrificar para servir aos mais pobres. ensinava a austeridade. não tolerava o luxo e nem despesas supérfluas, pois como poderia gastar a mais já que via muitos irmãos com necessidade.
Para ele os seus filhos não precisavam ter mais, ele queria que os filhos fossem mais e por isso educou os filhos na fé, para confiar em Deus Pai, ter amizade com Cristo na eucaristia e na cruz, para ter uma devoção especial a Nossa Senhora, a quem saudava com o ângelus três vezes por dia, e claramente com um rosário diário.

### O trabalhador
Ele trabalhava como agricultor com ferramentas e equipamentos ultrapassados, mas com virtudes vividas e um exemplo pros dias de hoje e de sempre. Afinal o seu arado, a debulha, a carroça, as mulas com que trabalhava não são mais vistas no campo nos dias de hoje, mas as virtudes do homem que ele foi são necessárias para a agricultora ou qualquer outra profissão.
A sua palavra tinha força de lei, mesmo não sendo escrita ele cumpria os contratos de seus trabalhadores do campo e domésticos, a quem ele costumava dar-lhes, gratuitamente, um pedaço de terra para que pudessem cultivar em seu próprio benefício. porém desde sua conversão passou a respeitar o descanso dominical, embora o trabalho fosse urgente e também soube sacrificar as suas horas de sono para poder assistir à missa todos os dias, sem prejuízo do trabalho quotidiano.

### O Adorador
O venerável Alberto tinha uma rotina séria de oração de adoração como veremos a seguir:
- Orava e adorava diante da Sagrada Eucaristia. Depois de sua conversão, ele participou todos os dias da Santa Missa às 5 da manhã e se inscreveu para a Adoração Noturna em janeiro de 1919, mesmo ano de sua conversão,  adorou a Cristo por mais de 660 noites. E após um tempo ele foi eleito presidente da Adoração Noturna, em 30 de janeiro de 1927, na época com dois turnos e em poucos anos outros dois foram criados com mais de 80 Adoradores[1];
- Orava perante a imagem do Santo Cristo do Convento. Todos os dias, antes de começar a missa ou quando a Igreja estava totalmente vazia, ele se ajoelhava e com os braços cruzados diante a Cristo crucificado ele consagrava a sua casa e sua família[1];
- Orava à Virgem Maria que um dia o visitou e concedeu-lhe a graça da sua conversão[1];
- Orava no campo contemplando a Deus e a natureza. Ele caminhava frequentemente pelo campo, rezava enquanto caminhava e sempre que encontrava alguém ele falava de Deus a todos e o convidava a amá-lo cada vez mais[1].

### "El Recogimiento"
Depois da guerra civil espanhola a Espanha passava por uma grave crise alimentícia, foi então que Alberto decidiu construir uma morada para a parcela da população mais carente o chamando de "El Recogimiento". No ano de 1928, naquela época o venerável chegou a enfrentar as noites de frio intenso, onde recolhia os mendigos nas costas e levava até ao lar de acolhida, onde hospedava e dava comida aos pobres, além de palavras de ânimo e bons conselhos.

### Falecimento
Já idoso, Alberto havia deixado suas terras nas mãos de seus filhos e em 22 de fevereiro de 1965 ele saiu à tarde para o campo para orar sozinho longe do mundo, a sua caminhada foi realizada até uma cidade próxima, Santurde. No caminho para casa, teve um derrame cerebral. Ele conseguiu caminhar até a estrada onde foi pego por um homem de Santo Domingo de la Calzada que o levou para casa. Sua filha Gloria o repreendeu por ter saído sozinho para o campo.
“Bem, filha, se você pudesse ver o quão feliz eu tenho sido! Às vezes cantando, outras vezes rezando e outras vezes meditando”..
Em 24 de fevereiro de 1965, dois dias depois, ele viajava silenciosamente para os céus, aos 76 anos, com odor de santidade e entregando sua alma nas mãos de Nosso Senhor Jesus Cristo.

## Visão da Virgem Maria
Alberto nunca imaginou que sua coragem fosse sofrer uma reviravolta tremenda. Em 1908 um amigo deixou-lhe um livro intitulado "Catecismo Explicado da Doutrina Cristã", de Santo Antônio Maria Claret (1807-1870), livro que explicava os mistérios da religião católica, de Cristo, da Virgem Maria e da Eucaristia. Incansavelmente o seu coração bateu com aquela leitura. Ele não sabia que seria um prelúdio para algo incrivelmente sublime, até chegar em Janeiro de 1919. Alberto tinha 29 anos naquela época:
“Uma noite - escreve Alberto na sua autobiografia - depois de deitar-me, por ora estava fora de mim contemplando com cerca de um metro e meio de altura - já que quase chegava ao teto - uma imagem. Dentro de mim uma voz me diz: A Virgem! Vi a Virgem aos pés da cama com um manto que suponho que alcançaria os pés... as mãos juntas... não tinha coroa na cabeça... Eu não falei nada... Parecia natural, eu estava cheio de emoção, dei um grito. Na noite seguinte, aconteceu o mesmo. No início das orações fiquei em contemplação - não sei como dizer - e assim sucessivamente durante três noites... ”. (Alberto Capellán Zuazo).
Para o venerável, a expressão facial de uma mãe diz muito. Muito mais pode falar a Mãe de Cristo, que o encorajou, em silêncio absoluto a mudar seu comportamento e a continuar na busca de seu Divino Filho. Alberto nunca revelou esta visão sobrenatural a ninguém, apenas ao seu Diretor Espiritual que o escreveu:
"Era ela, apenas você e eu sabemos"..

## Processo de Beatificação
Em 1980, o Processo de Beatificação na diocese de Rioja, La Rioja.

### Cronologia
18 de fevereiro de 1980.  A causa da beatificação começa;
21 de fevereiro de 1983. J. Paulo II assina o decreto introdutório;
28 de junho de 1986. O Processo é encerrado solenemente;
4 de junho de 1998. O Santo Padre assina o Decreto das Virtudes Heroicas. Por isso ele já é Venerável;
7 de janeiro de 2000. Seus restos mortais são transferidos para a Catedral.

## Oração para a Beatificação
Ó Deus, que deu ao teu servo Alberto Capellán um amor singular pelos mistérios do teu Corpo e Sangue e pelo carisma de te encontrar e servir nos pobres: faze-me também saber viver esta vida intimamente unida a Ti, servindo-te em os irmãos necessitados. Digna-te a glorificar a teu servo Alberto e concede-me por sua intercessão o favor que te peço. Um homem.
(Faça seu pedido).
Pai Nosso, Ave Maria, Glória.